# E.W. Swackhamer
Egbert Warnderink Swackhamer Jr. (Middletown, 17 gennaio 1927 – Berlino, 5 dicembre 1994) è stato un regista, attore e impresario teatrale statunitense.

## Carriera
Swackhamer diresse alcuni episodi di M*A*S*H, L.A. Law, La signora in giallo, Vita da strega, La famiglia Partridge e The Flying Nun. Soprattutto girò ben 27 episodi pilota, di cui 18 furono l'avvio di serie televisive vere e proprie, come Law & Order, Eight Is Enough, Quincy, M.E., S.W.A.T. e Nancy Drew.
Swackhamer era il direttore di scena per la produzione originale di Broadway de La gatta sul tetto che scotta . Andò a Hollywood nel 1961, dopo aver lavorato a off-Broadway e per compagnie nazionali come attore, direttore di scena e  regista. Vinse un Emmy Award per aver diretto la miniserie  The Dain Curse  durante la stagione 1977-78.

## Filmografia cinematografica
- In Name Only - film TV (1969)
- Man and Boy (1972)
- Longshot (1981)